# Giulia Emmolo
Giulia Enrica Emmolo (Imperia, 1991. október 16. –) olasz válogatott vízilabdázónő, az Olimbiakósz játékosa.

## Nemzetközi eredményei

### Junior válogatottként
- Junior Európa-bajnok (Győr, 2008)

### Felnőtt válogatottként
- Világbajnoki 5. hely (Melbourne, 2007)
- Világliga 8. hely (Krisi, 2009)
- Világbajnoki 9. hely (Róma, 2009)
- Európa-bajnoki 4. hely (Zágráb, 2010)
- Világliga ezüstérem (Tiencsin, 2011)
- Világbajnoki 4. hely (Sanghaj, 2011)
- Európa-bajnok (Eindhoven, 2012)
- Olimpiai 7. hely (London, 2012)
- Világliga 6. hely (Peking, 2013)
- Világbajnoki 10. hely (Barcelona, 2013)
- Világliga ezüstérem (Kunsan, 2014)
- Európa-bajnoki 4. hely (Budapest, 2014)
- Világliga 7. hely (Sanghaj, 2015)
- Világbajnoki bronzérem (Kazany, 2015)
- Európa-bajnoki bronzérem (Belgrád, 2016)
- Világliga 5. hely (Sanghaj, 2016)